# Cantonul Saint-Jean-de-Luz
Cantonul Saint-Jean-de-Luz este un canton din arondismentul Bayonne, departamentul Pyrénées-Atlantiques, regiunea Aquitania, Franța.

## Comune
- Ascain
- Bidart
- Guéthary
- Saint-Jean-de-Luz (reședință)